# Sklinna
Sklinna est un groupe d'îles et un ancien village de pêcheurs de la commune de Leka , en mer de Norvège dans le comté de Trøndelag en Norvège.

## Description
L'archipel de Sklinna est située à environ 20 kilomètres au nord-ouest de l'île de Leka. Sklinna était autrefois un village de pêcheurs. Il n'y a plus désormais de résidents sur l'île et la plupart des maisons sont détruites.
Sur Heimøya, la plus grande des îles, se trouve le phare de Sklinna construit en 1910, qui jusqu'en avril 2004 était une station habitée.
L'archipel de Sklinna appartient aujourd'hui à l'État et est gérée par la Direction norvégienne pour la gestion de la nature, le gouverneur du comté de Nord-Trøndelag et l'Administration côtière norvégienne.

### Réserve naturelle
La réserve naturelle de Sklinna a été créée en 2003 pour préserver l'archipel uniques à l'extrémité de la côte du Namdalen, où des éléments botaniques, zoologiques et géologiques, tant terrestres que marins, contribuent à donner à la région son caractère distinctif. La région a une grande valeur naturaliste. Une valeur particulière est attachée à la zone en tant que biotope de nidification pour un certain nombre d'espèces d'oiseaux marins, y compris les pingouins. Le site a une importance internationale pour les espèces individuelles et en tant que communauté d'oiseaux de mer, et en 2011, il a reçu le statut de site Ramsar.

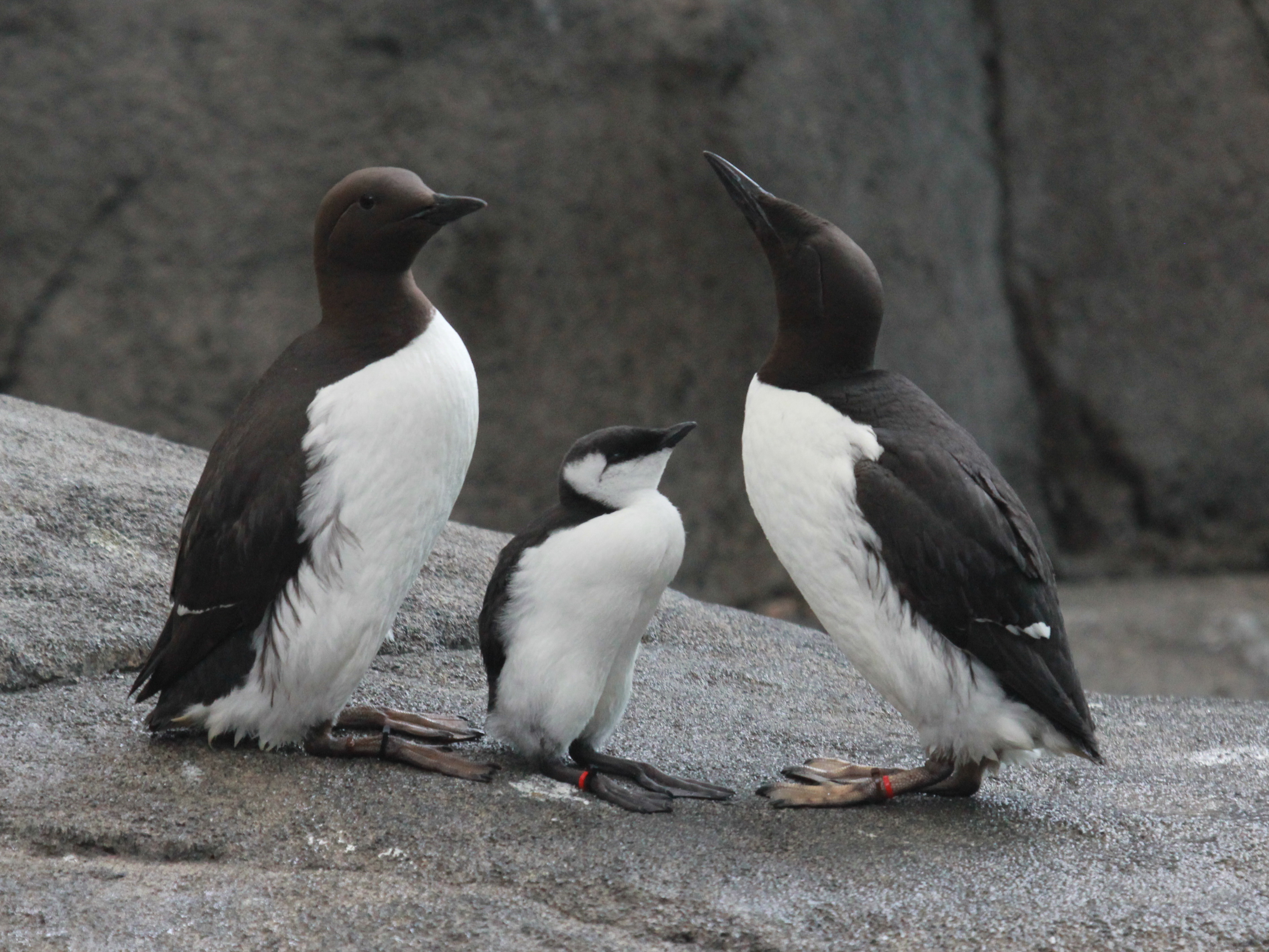
Guillemot de Troïl

La région a une avifaune riche et est très attrayante pour l'observation ornithologique. Sklinna possède la seule zone de nidification enregistrée du Nord-Trøndelag pour les macareux moine, les petits pingouins, les Guillemots de Troïl et le Fulmar boréal, et est l'un des rares endroits en Norvège où la population de Guillemot de Troïl est en augmentation. La population de cormorans huppés a augmenté de manière significative entre 2000 et 2009, et jusqu'à 3.300 couples reproducteurs ont été comptés. Sklinna possède donc probablement la plus grande colonie de cormorans au monde.

## Galerie

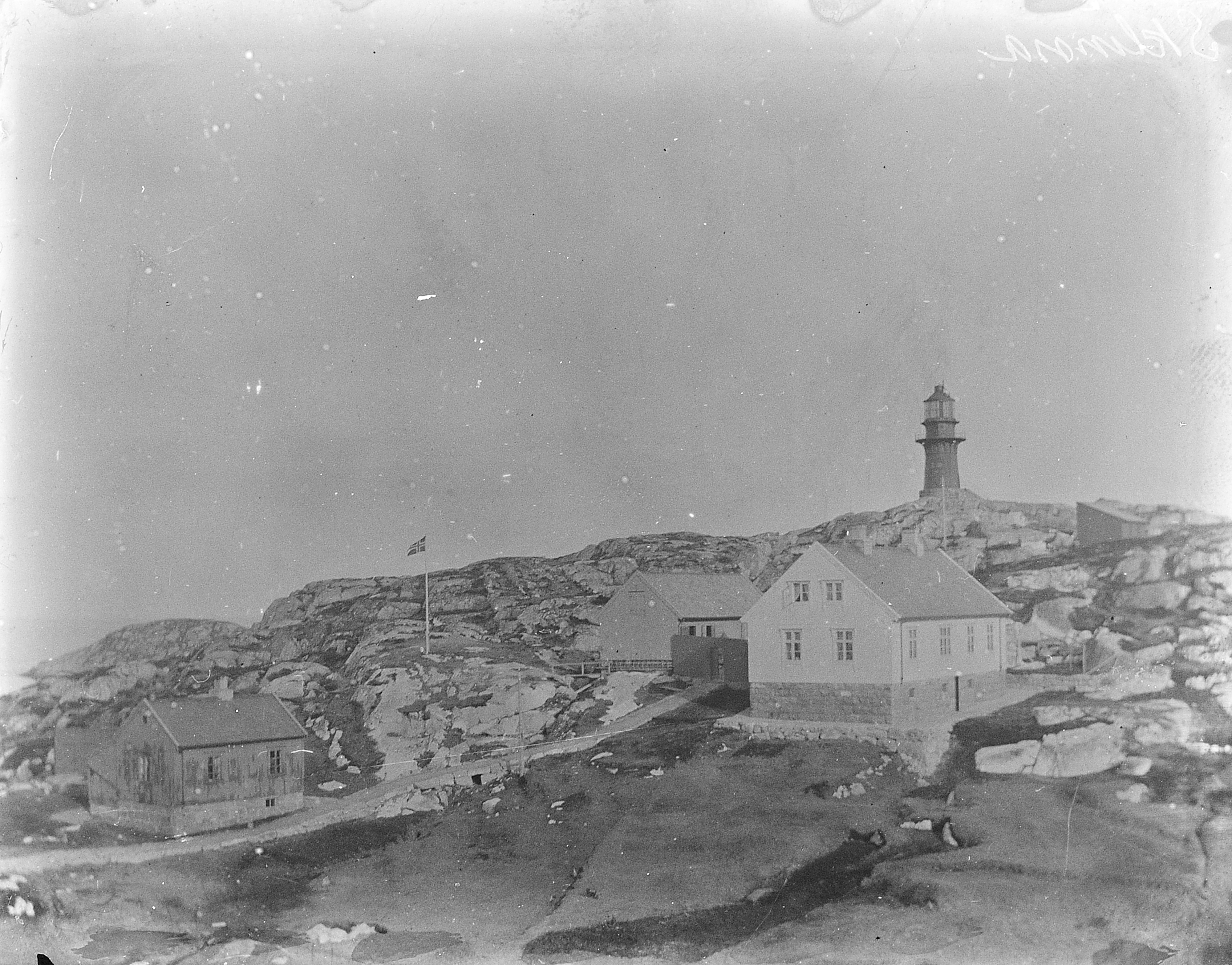
Le phare '1890-1900)
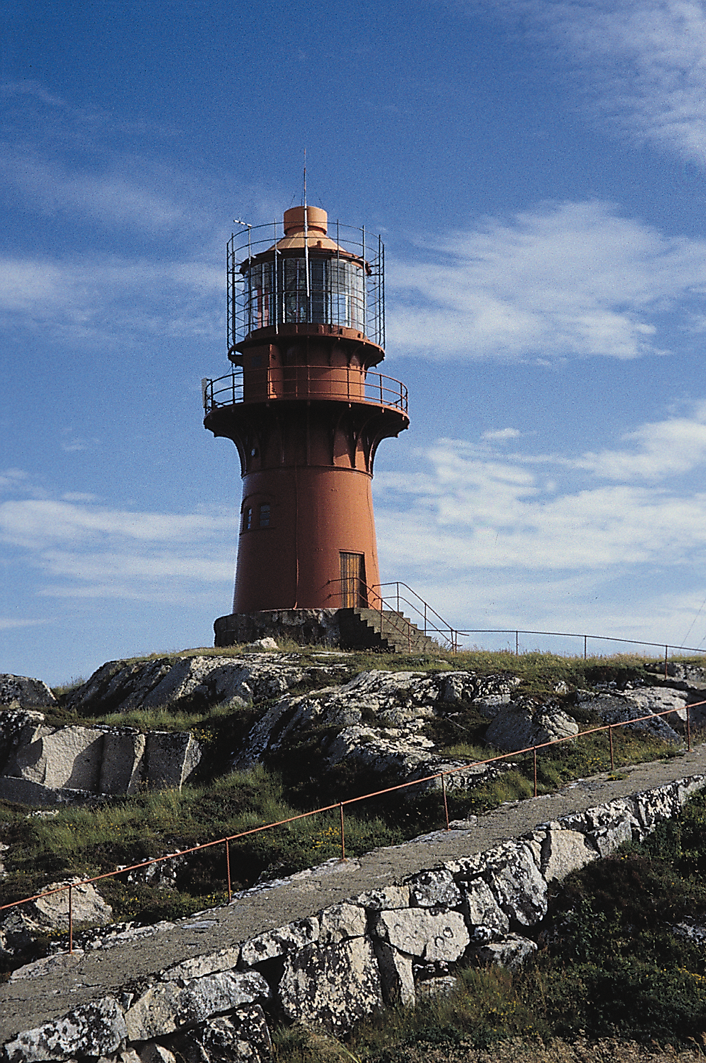
Le phareactuellement